# Hyaenodon
A Hyaenodon az emlősök (Mammalia) osztályának a fosszilis Creodonta rendjébe, ezen belül a Hyaenodontidae családjába tartozó nem.
A Hyaenodon-fajok (magyarul: „hiéna fogú”), Dél-Amerika, Ausztrália és Antarktisz kivételével az egész Földön megtalálhatók voltak. Az emlősnem körülbelül 26,1 millió évig uralta élőhelyét, 42-15,9 millió évek között.

## Előfordulásuk

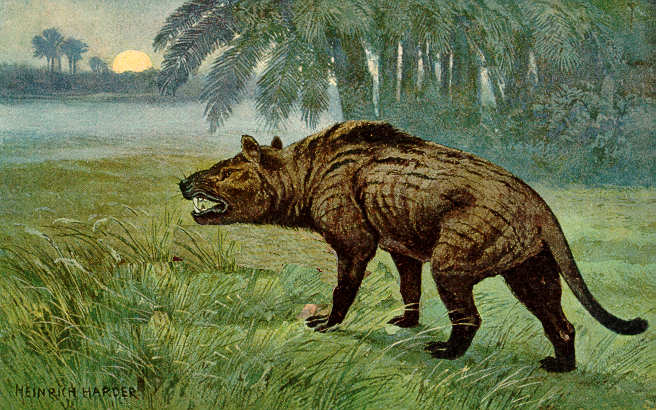
Heinrich Harder rajza a Hyaenodonról, körülbelül 1920 körül

A nem a késő eocéntől a korai miocénig élt. Európa, Ázsia, Észak-Amerika és Afrika területén számos faj maradványát fedezték fel. 1993-ban már 42 Hyaenodon fajt azonosítottak.
Észak-Amerikában a Hyaenodon a késő oligocén korban halt ki, utolsó faja a H. brevirostris volt. Európából már az oligocén elején kihaltak. Afrikában a miocén korban 3 fajuk élt: H. andrewsi, H. matthewi és H. pilgrimi, de egyikük sem érte el az ázsiai H. gigas és H. weilini fajok hatalmas méretét.

## Megjelenésük
A nemben egyes fajok koruk legnagyobb ragadozói voltak, míg mások csak a nyest méretét érték el. A Hyaenodon emlősnem a Hyaenodontidae család legutóbbi képviselőit tartalmazta.
A korai ragadozó életmódot folytató emlősökhöz hasonlóan, a Hyaenodon-fajoknak is nagy fejük, és kis agyuk volt. Hosszú koponyáján keskeny pofa ült. A koponyához mérve az orrüregük nagyobb volt, mint a kutyafélék orrürege. Nyakuk rövidebb volt, mint a fejük. Hosszú, tömzsi testük hosszú farokban végződött.
A észak-amerikai fajok legnagyobb képviselője, a H. horridus volt. A felnőtt H. horridus átlag testtömege körülbelül 40, legfeljebb 60 kilogramm lehetett. A legnagyobb Hyaenodon a H. gigas volt, testtömege 500 kilogramm lehetett. A H. crucians, amely Észak-Amerikában, a kora oligocén korban élt, 10-25 kilogrammos volt. A H. microdon és a H. mustelinus, amelyek a késő eocén kori Észak-Amerikában éltek csak 5 kilogrammosak lehettek.

## Rendszerezésük

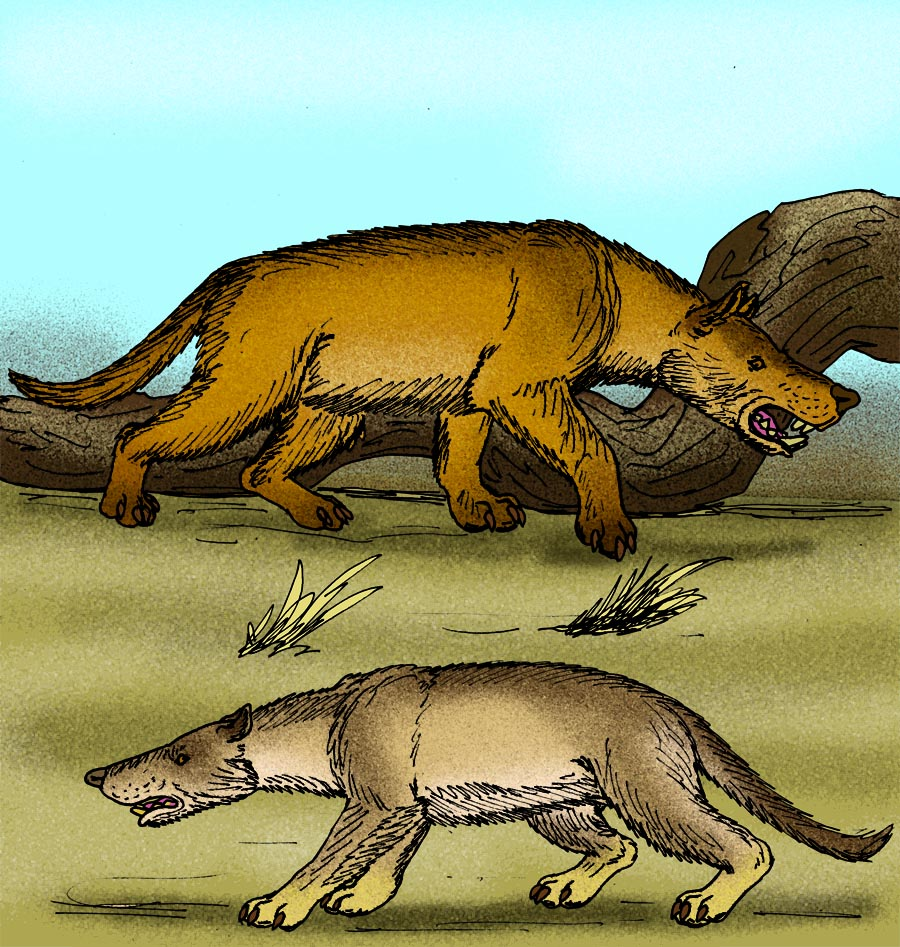
Fent egy H. gigas és lent egy H. mongoliensis látható

A listán a 42 fajból 24 van megadva:
- Hyaenodon bavaricus
- Hyaenodon brevirostris
- Hyaenodon chunkhtensis
- Hyaenodon crucians - szinonimák: H. leptocephalus, H. minutus, H. paucidens
- Hyaenodon eminus
- Hyaenodon exicuus
- Hyaenodon filholi - szinonima: H. vulpinus
- Hyaenodon gigas
- Hyaenodon horridus - szinonima: H. cruentus
- Hyaenodon incertus - szinonima: Pterodon exploratus
- Hyaenodon leptorhynchus
- Hyaenodon megaloides
- Hyaenodon microdon
- Hyaenodon milloquensis
- Hyaenodon mongoliensis
- Hyaenodon montanus
- Hyaenodon mustelinus
- Hyaenodon neimongoliensis
- Hyaenodon pervagus
- Hyaenodon raineyi
- Hyaenodon venturae - szinonima: H. exiguus
- Hyaenodon vetus - szinonima: Pterodon californicus
- Hyaenodon weilini
- Hyaenodon yuanchensis
- A két alábbi faj ide helyezése még vitatott.
  - Hyaenodon minor
  - Hyaenodon requieni